# Chad Michael Murray
Chad Michael Murray, född 24 augusti 1981 i Buffalo i New York, är en amerikansk skådespelare. Han är bland annat känd för sin huvudroll i serien One Tree Hill där han spelar basketspelaren Lucas Scott.  
2003 vann Murray huvudrollen Lucas Scott i den framgångsrika TV-serien One Tree Hill. Serien blev snabbt kanalens största hit med över 5,5 miljoner tittare på första säsongens final. Han medverkade i det första 6 säsongerna av One Tree Hill, och medverkar även i den 9:e och sista säsongen. I serien fick också Murray flera utmärkelser, bland annat två Teen Choice Awards, och upphov till en bokserie. Efter Murrays huvudroll i One Tree Hill 2003, syntes han på omslaget av flera tidningar som Rolling Stone och People. 
År 2004 spelade Murray i den romantiska komedin A Cinderella Story med Hilary Duff. År 2005 spelade Murray i House of Wax mot Paris Hilton och Jared Padalecki.

## Privatliv
Murray gifte sig med sin motspelerska från One Tree Hill, Sophia Bush, den 16 april 2005, men de gick skilda vägar redan efter fem månader. Skilsmässan gick igenom den 26 december 2006. Han var sedan förlovad med modellen Kenzie Dalton 2006–2013. År 2015 gifte han sig med Sarah Roemer och tillsammans har de två barn.

## Filmografi (i urval)
| År   | Titel                                            | Karaktär                | Film                 |
| ---- | ------------------------------------------------ | ----------------------- | -------------------- |
| 2025 | Freakier Friday                                  | Jake                    |                      |
| 2024 | Mother of the Bride                              | Lucas                   |                      |
| 2022 | Fortress: Sniper's Eye                           | Frederic Balzary        |                      |
| 2021 | Ted Bundy: American Boogeyman                    | Ted Bundy               |                      |
| 2021 | Survive the Game                                 | Eric                    |                      |
| 2021 | Fortress                                         | Frederic Balzary        |                      |
| 2020 | Survive the Night                                | Rich                    |                      |
| 2016 | Outlaws and Angels                               | Henry                   |                      |
| 2014 | Left Behind                                      | Cameron "Buck" Williams |                      |
| 2013 | The Haunting in Connecticut 2: Ghosts of Georgia | Andy Wyrick             |                      |
| 2013 | Last Stop Fruitvale Station                      | Konstapel Ingram        |                      |
| 2013 | A Madea Christmas                                | Tanner McCoy            |                      |
| 2012 | To Write Love on Her Arms                        | Jamie Tworkowski        |                      |
| 2010 | Paradi$e                                         | Brandon                 |                      |
| 2006 | Home of the Brave                                | Jordan Owens            | TV-film              |
| 2005 | House of Wax                                     | Nick Jones              |                      |
| 2004 | A Cinderella Story                               | Austin Ames             |                      |
| 2003 | One Tree Hill                                    | Lucas Scott             | TV-serie 2003 – 2009 |
| 2003 | Freaky Friday                                    | Jake                    |                      |
| 2003 | The Lone Ranger                                  | Luke Hartman            | TV-film              |
| 2003 | CSI: Crime Scene Investigation                   | Tom Haviland            | TV-serie             |
| 2001 | Dawson's Creek                                   | Charlie Todd            | TV-serie             |
| 2001 | Megiddo: The Omega Code 2                        | David Alexander         |                      |
| 2001 | Murphy's Dozen                                   |                         | TV-film              |
| 2001 | Aftermath                                        | Sean                    | TV-film              |
| 2000 | Gilmore Girls                                    | Tristan Dugray          | TV-serie             |
| 2000 | Diagnosis Murder                                 | Ray Santucci            | TV-serie             |
| 2000 | Undressed                                        | Dan                     | TV-serie             |

## Priser
| År   | Resultat  | Award              | Kategori/Mottagare                            | För                                                                   |
| ---- | --------- | ------------------ | --------------------------------------------- | --------------------------------------------------------------------- |
| 2004 | Vann      | Teen Choice Awards | Choice Breakout Movie Star - Male             | A Cinderella Story                                                    |
| 2004 | Vann      | Teen Choice Awards | Choice Breakout TV Star - Male                | "One Tree Hill"                                                       |
| 2004 | Nominerad | Teen Choice Awards | Choice TV Actor - Drama/Action Adventure      | "One Tree Hill"                                                       |
| 2005 | Vann      | Teen Choice Award  | Choice Movie Actor: Action/Adventure/Thriller | House of Wax                                                          |
| 2005 | Nominerad | Teen Choice Award  | Choice Movie Chemistry                        | A Cinderella Story Delad med: Hilary Duff                             |
| 2005 | Nominerad | Teen Choice Award  | Choice Movie Liplock                          | A Cinderella Story Delad med: Hilary Duff                             |
| 2005 | Nominerad | Teen Choice Award  | Choice Movie Love Scene                       | A Cinderella Story Delad med: Hilary Duff Austin och Sam's dans scen. |
| 2005 | Nominerad | Teen Choice Award  | Choice Movie Rumble                           | House of Wax Delad med: Elisha Cuthbert och Brian Van Holt            |
| 2005 | Nominerad | Teen Choice Award  | Choice TV Actor: Drama                        | "One Tree Hill"                                                       |
| 2005 | Nominerad | Teen Choice Award  | Choice TV Chemistry                           | "One Tree Hill" Delad med: James Lafferty                             |
| 2006 | Nominerad | Teen Choice Award  | TV - Choice Actor: Drama/Action Adventure     | "One Tree Hill"                                                       |
| 2006 | Nominerad | Prism Award        | Performance in a Drama Series Storyline       | "One Tree Hill"                                                       |
| 2008 | Vann      | Teen Choice Awards | Choice TV Actor: Drama                        | "One Tree Hill"                                                       |